# Ahmadia em Israel
Ahmadia em Israel (em árabe: أحمدية في إسرائيل) é uma pequena comunidade muçulmana em Israel. A Comunidade foi estabelecida pela primeira vez na região na década de 1920, no que era então o Mandato Britânico da Palestina. Israel é o único país no Oriente Médio onde o ramo Ahmadi do Islã pode ser praticado abertamente. Como tal, Kababir, um bairro no Monte Carmelo em Haifa, Israel, atua como a sede da Comunidade no Oriente Médio. Não se sabe quantos ahmadis israelenses existem, embora se estime que existam cerca de 2.200 ahmadis somente em Kababir.

## História
A história da Comunidade Ahmadia em Israel começa com uma viagem ao Oriente Médio em 1924 feita pelo segundo califa da Comunidade Mirza Basheer-ud-Din Mahmood Ahmad e vários missionários. No entanto, a Comunidade foi estabelecida pela primeira vez na região em 1928, no que era então o Mandato Britânico da Palestina. Os primeiros convertidos ao movimento pertenciam à tribo Odeh no Monte Carmelo (tribo originária de Ni'lin, uma pequena aldeia perto de Jerusalém). Na década de 1950, eles se estabeleceram em Kababir, antiga aldeia que mais tarde foi absorvida pela cidade de Haifa. A primeira mesquita do bairro foi construída em 1931, e uma Mesquita Mahmood maior na década de 1980.
Em 1987, a Comunidade Israelita Ahmadia traduziu o Alcorão para o iídiche, língua entre as cem línguas escolhidas pelo então califa da Comunidade, Mirza Tahir Ahmad.